# 西莫納斯·道坎塔斯
西莫納斯·道坎塔斯（1793年10月28日—1864年12月6日），立陶宛歷史學家、作家及民族學家。作為首本以立陶宛語撰寫的立陶宛歷史書籍的作者，他被視為立陶宛民族復興的先鋒之一。雖然只有少數著作在其在世時發行，但其作品在民族復興後期被重新發現。其觀點反映出十九世紀的三大主要趨勢：浪漫主義、民族主義和自由主義。
道坎塔斯生於薩莫吉希亞的一個立陶宛家庭。他可能是自由佃農的後代，但其透過貴族出身的證明去取得大學學位及在政府中獲得更高職位。他在克雷廷加和熱邁丘卡爾瓦里亞（Žemaičių Kalvarija）就學期間取得優秀成績，其後在維爾紐斯大學修讀法律，但其興趣主要在語文學及歷史學方面。畢業後，他在1825年至1850年間任職俄羅斯帝國政府。起初在里加的利沃尼亞、愛沙尼亞和庫爾蘭總督府工作，其後調往聖彼得堡的元老院，並在此時開始對立陶宛大公國在14世紀至18世紀期間的法律文件檔案進行研究。1850年，道坎塔斯因健康欠佳而從政府退休，遷回薩莫吉希亞的瓦爾尼艾定居，並獲莫蒂埃尤斯·瓦蘭丘斯（Motiejus Valančius）主教照顧數年。他曾希望獲主教的協助出版部份著作，但主教專注於宗教書籍的發行，兩人因而發生爭執。1855年，道坎塔斯遷往今屬拉脫維亞境內的亞溫斯維爾勞卡（Jaunsvirlauka），及後再遷至帕皮萊（Papilė）並於1864年在當地逝世。
雖然道坎塔斯懂得七種語言，但他只以立陶宛語著書。他是一個多產作家，出版過大範圍的書籍，包括立陶宛歷史研究、第一手歷史文獻、立陶宛民間傳說合集、天主教祈禱書、供農民閱讀的農業手冊、經典羅馬文獻的譯本，以及受《魯賓遜漂流記》啟發而撰寫的青年小說，但只有少數作品在其生前出版。其四本歷史研究著作中，他只在1845年出版了《古立陶宛人、高原人和薩莫吉希亞人的特徵》（Būdas senovės lietuvių, kalnėnų ir žemaičių）一書。儘管他花費相當長的時間和心力在收集第一手文獻上，其歷史著作卻深受浪漫民族主義影響，並教誨地將過去理想化。他運用了詩歌式敘述、修辭元素和富有感情的語言，使其歷史作品更貼近文學作品。其歷史學作品亦因其對立陶宛民族認同發展的貢獻﹐而非其科學性質的內容而得名。隨著維爾紐斯大學在1832年關閉，立陶宛再沒有一個獲專業培訓的歷史學家，直至1904年為止，而道坎塔斯的著作亦獲廣泛地使用。道坎塔斯視語言為民族的決斷性因素，並表達了反波蘭的民族主義情緒，使其成為立陶宛民族復興的基礎思想，並一直至21世紀仍存留在立陶宛的史學中。

## 生平

### 早年生涯
道坎塔斯在1793年10月28日出生於薩莫吉希亞卡爾維艾（Kalviai）。他是家中長子，有一個弟弟和五個妹妹。在道坎塔斯的協助下，其弟阿萊克桑德拉斯（Aleksandras）後來亦在維爾紐斯大學修讀醫學。兩人的受洗紀錄顯示他們是立陶宛貴族子弟。對於該證明是真實的還是為了給予兩人更好的機會而偽造出來的曾引發學術討論，而這種情況在富農之間十分常見。來自斯庫奧達斯莊園存檔的分析則指出道坎塔斯出身自由佃農家庭。由於他們曾參與十一月起義，其莊園被薩皮耶哈家族（Sapieha）充公，他們因而成為農奴。但是，埃曼塔斯·梅盧斯認為莊園內的存檔本身不能反映其家族並非貴族出身，因為較貧窮的貴族其實等同於農民，他們向較富裕的莊園繳納免役租。道坎塔斯家族擁有1.5沃洛克（volok）的土地和牧場，並在里加和利耶帕亞售賣亞麻以繳納免役租。根據道坎塔斯母親的墓誌銘顯示，在抵抗瓜分波蘭的柯斯丘什科起義期間，她和她丈夫參與了在鄰近利耶帕亞的戰役。1799年至1800年間，其父親為莊園的護林員。
道坎塔斯在獲其舅父西莫納斯·洛帕欽斯基斯（Simonas Lopacinskis）神父供書教學之下，在克雷廷加接受兩年小學教育。1808年維爾紐斯大學的視學員訪問學校時，道坎塔斯成為該校16名模範二年級學生之一。其後，道坎塔斯轉讀熱邁丘卡爾瓦里亞一所六年制高級小學，並在1814年被另一個視學員將其視為為校內四名最優秀學生之一。雖然學校以波蘭語教授，而使用立陶宛語（薩莫吉希亞語）亦被禁止，但莫蒂埃尤斯·瓦蘭丘斯其後證實，不論學生和老師都學不好波蘭語，而道坎塔斯也學不好波蘭語的準確發音。
1814年，道坎塔斯以10盧布積蓄和一個背包的衣服從薩莫吉希亞前赴維爾紐斯入讀維爾紐斯文理中學（Vilniaus gimnazijos）。在1815年6月至7月該校舉辦的公開考試中，道坎塔斯被列為14名成績優異學生之一。他在1816年夏季從該校畢業。

### 大學生涯
1816年秋季，道坎塔斯開始就讀維爾維斯大學文學及博雅教育學院，並與亞當·密茨凱維奇成為同學。1817年，他申請成為哲學碩士候選人，但因他並未獲得所須的資歷和未有已發表的論文而被拒絕。經過幾年的研究之後，他在1818年秋季轉讀道德及政治學系。 當時任教他的教授伊格納齊·熱戈塔·奧納采維奇（Ignacy Żegota Onacewicz）後來對他成為歷史學家有一定影響。

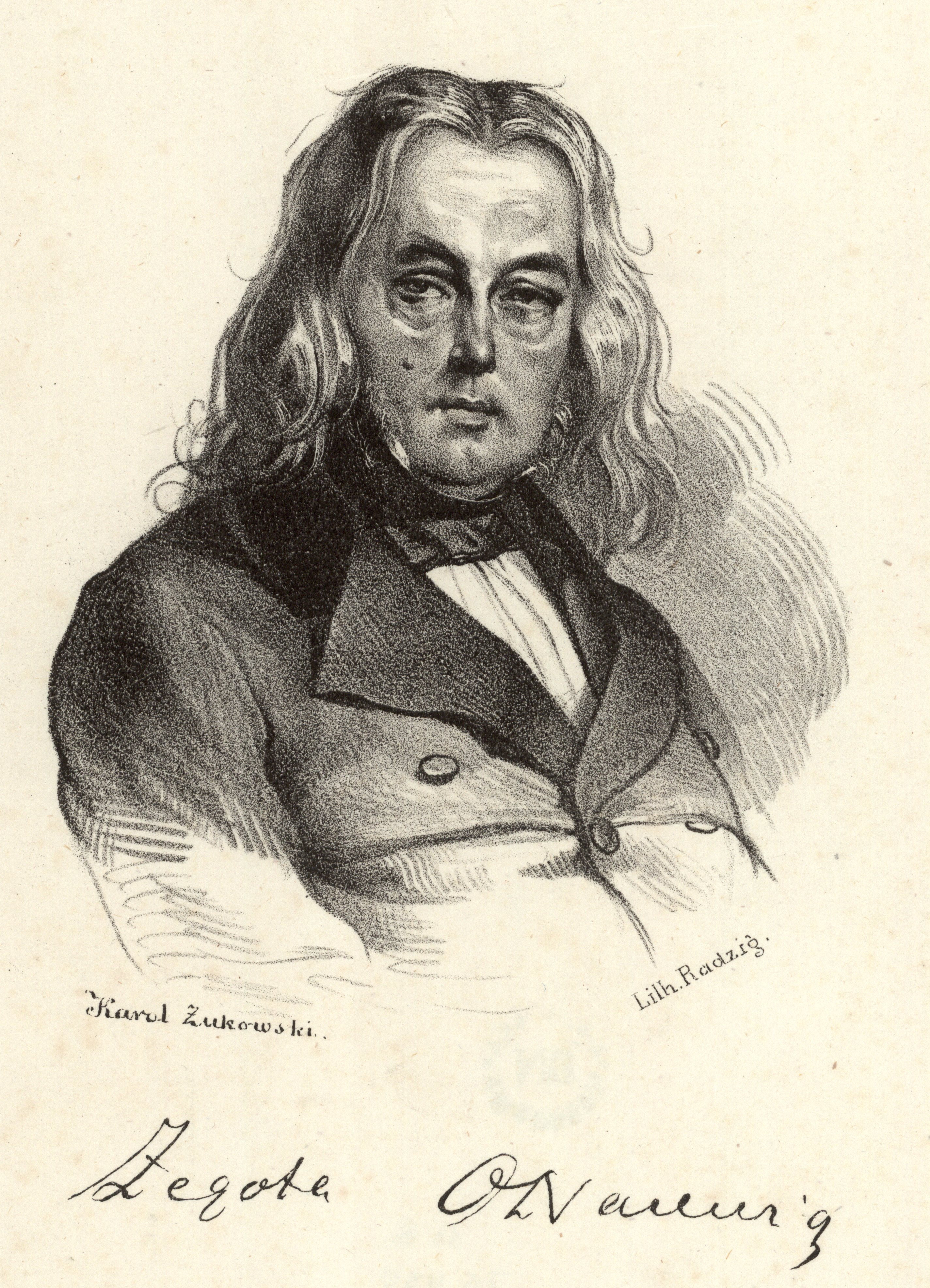
伊格納齊·熱戈塔·奧納采維奇教授對道坎塔斯成為歷史學家有一定影響

1819年7月12日，道坎塔斯成為教會法和羅馬法法學碩士候選人。如需得到學位，他需要證明其貴族身份，於是他在1820年8月24日提供一份由維爾納省貴族元帥米哈烏·尤澤夫·羅梅爾（Michał Józef Römer）簽署的聲明，證明其族譜可追溯至16世紀後期在奧瓦瓦的同姓貴族。雖然該聲明屬實，但歷史學家維陶塔斯·梅爾基斯（Vytautas Merkys）認為，道坎塔斯篡改了族譜，以將其家族和同姓貴族聯繫起來，這是與貴族同姓的農民經常用到的手段。他在1821年1月25日取得學位。
道坎塔斯其後繼續修讀教會法、羅馬法、刑法、土地法、政治經濟學、歷史學、邏輯學和形而上學。自1820年秋季起，他不再上除土地法以外的課，並在1822年停止上所有課。在他所上的課中，除了邏輯學和形而上學獲得「滿意」成績外，他在其他課中都獲得「優良」和「優異」成績。1821年春季，道坎塔斯申請碩士學位，並在翌年7月15日獲得教會法及羅馬法碩士學位。但維爾紐斯大學直至1825年才向道坎塔斯頒授畢業證書。
道坎塔斯在等待畢業證書期間的活動情況並不明確。早年的傳記作者認為他在此時間就讀多爾帕特大學，但學者瓦茨洛瓦斯·比爾日什卡和安塔納斯·蒂拉發現沒有他與多爾帕特大學學生交往的紀錄。約納斯·什柳帕斯（Jonas Šliūpas）則認為道坎塔斯在此期間到訪法國、德國和英國，而其他作者則指他在柯尼斯堡檔案館翻閱歷史文件﹐但沒有他曾獲簽發可供他離開維爾紐斯護照的紀錄。他也可能與一班薩莫吉希亞學生一同推廣立陶宛語言和文化，以推動早期立陶宛民族復興的發展。有一個廣泛流傳的傳說指他前赴黎明門，並承諾只以立陶宛語寫作。早於1822年，他已經寫下了《古立陶宛人和薩莫吉希亞人的契約》（Darbai senųjų lietuvių ir žemaičių）一書，但直至1929年兩份手稿被發現時才出版。學者羅馬·邦奇庫特（Roma Bončkutė）指出，該書是道坎塔斯從克里斯蒂約納斯·多內萊蒂斯的《四季》（Gadalaiki）中取得靈感。1824年，道坎塔斯翻譯了斐德羅（Φαῖδρος）的111篇寓言，但直至1846年才出版。

### 政府生涯
在取得畢業證書後，道坎塔斯開始尋找政府相關的工作。1825年9月，他獲發供他前赴利沃尼亞省和聖彼得堡省的護照。他在里加獲得一份利沃尼亞、愛沙尼亞和庫爾蘭總督府的工作。1826年，道坎塔斯成為第九級領銜議員。俄羅斯帝國政府規定如要升職，則需要貴族證明和擁有三年經驗，而沙皇尼古拉一世在1826年2月頒佈新法，規定所有貴族須證明自己的社會地位，此舉使道坎塔斯和其弟，當時為維爾紐斯大學學生的阿萊克桑德拉斯需要向維爾納省一個特別委員會重新遞交家譜證明其貴族身份。委員會承認兩人為貴族，並在1832年1月將其轉交至元老院下的紋章院（Герольдия）。紋章院承認道坎塔斯為貴族，但不承認其弟為貴族。道坎塔斯後來在1834年4月升為第八級官員。

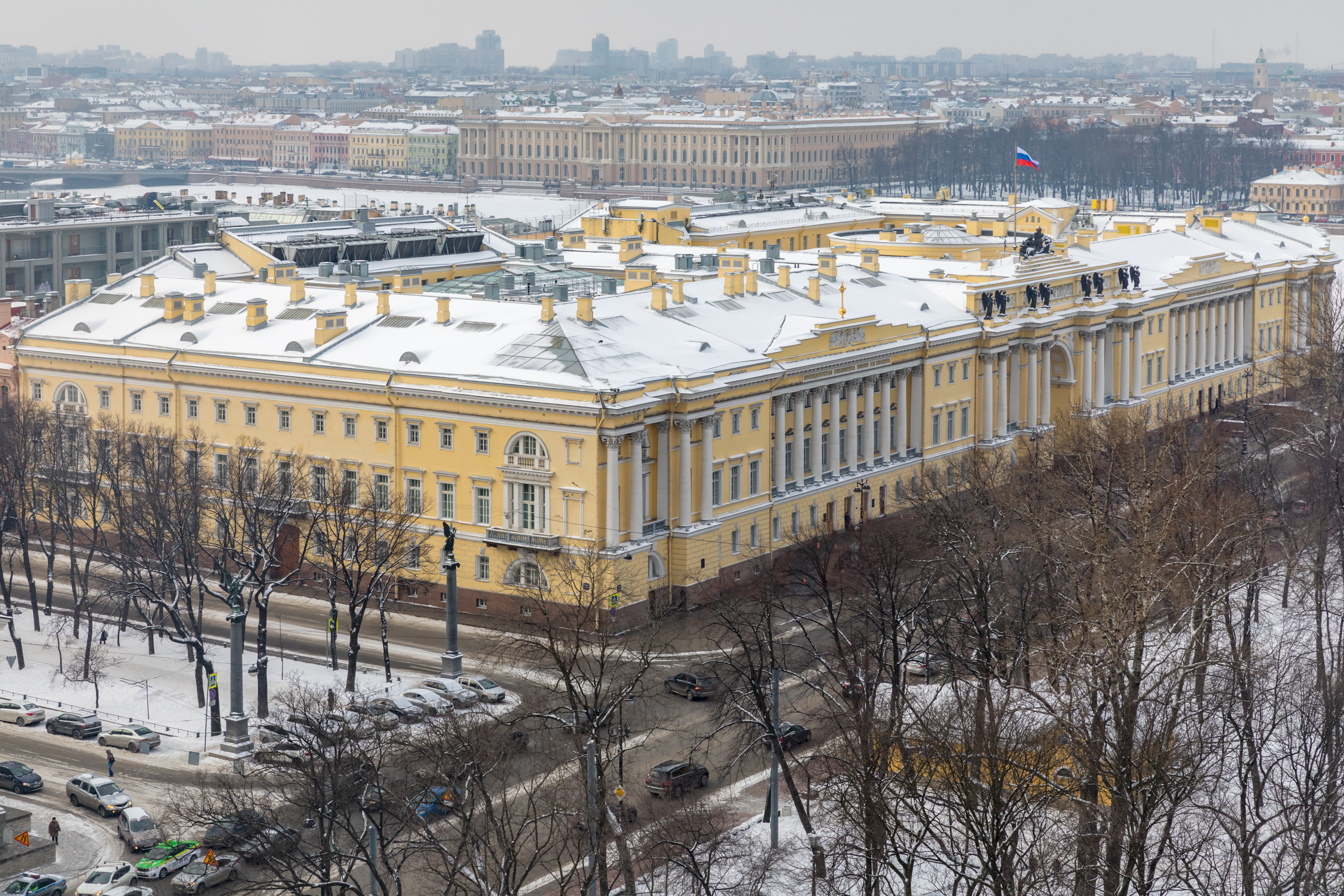
道坎塔斯在1835年至1850年在俄羅斯元老院大樓工作

升職之後，他決定調往聖彼得堡，並在1835年3月開始在元老院的行政部門任職。他首先從事與港口及俄羅斯帝國海軍有關的文書工作。1837年3月，他調任負責處理從東部省份案件、投訴及上訴的第三部門。由於該部門使用存放立陶宛大公國法律文件檔案的立陶宛檔案館為辦公室，道坎塔斯因而對這個職位感到興趣。他的年薪只有286盧布以及額外57盧布的伙食費，故他也會在檔案館協助人們尋找所需家譜及其他文件以幫補生計。1839年7月，道坎塔斯獲得獎金等同其年薪等獎項，以表揚其對建立檔案館索引的貢獻。
俄羅斯帝國政府在1848年革命後實施更多的打壓和限制措施，包括更嚴格的審查。出於對吸引警察注意及失去工作的疑慮，道坎塔斯秘密進行其歷史研究工作，並要求朋友和同事不要以其名字出版或提及其名字。在此期間，他用了無數不重複使用的筆名，部份作品甚至不加註作者名字，但亦有指此舉乃製造一個有很多立陶宛作家的假象。即使他將其中一本著作《古立陶宛人、高原人和薩莫吉希亞人的特徵》送給泰奧多爾·納爾布特（Teodor Narbutt）時，他也向納爾布特說該作品由不知名人士所寫。

### 與其他歷史學家的協作

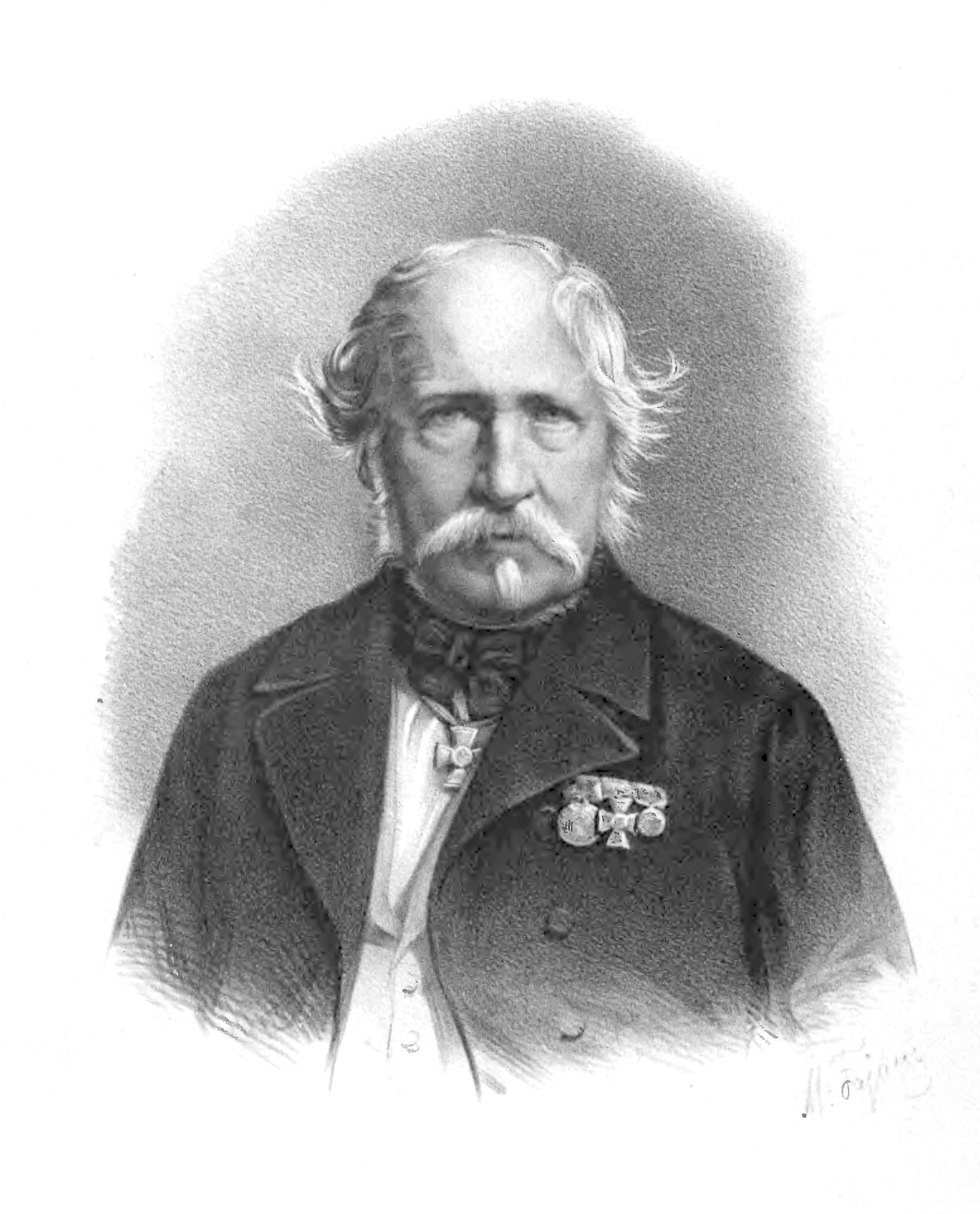
道坎塔斯和泰奧多爾·納爾布特曾打算合作出版一批一手歷史文獻

在聖彼得堡，道坎塔斯對立陶宛的歷史展開研究，並與曾任教過他的伊格納齊·熱戈塔·奧納采維奇教授和瓦西利·阿納斯塔謝維奇（Анастасевич, Василий Григорьевич）教授成為好友。道坎塔斯亦啟發了後來的薩莫吉希亞教區主教莫蒂埃尤斯·瓦蘭丘斯以立陶宛語書寫其作品。在瓦蘭丘斯一本敘述教區歷史的著作中，他引用了道坎塔斯《薩莫吉希亞人歷史》（Istorija žemaitiška）四次，以及從道坎塔斯取得的立陶宛檔案館裡的歷史檔案四次。
《立陶宛歷史》的作者泰奧多爾·納爾布特則在1842年3月起與道坎塔斯合作，並交換書籍和史料。納爾布特書寫了19封書信給道坎塔斯，而道坎塔斯則寫了20封書信給納爾布特。他們打算保存和出版與立陶宛歷史有關的歷史文件及一手文獻。道坎塔斯亦指一些波蘭歷史學家將文獻篡改後才出版 ，故打算另行出版一手文獻，以抗衡由波蘭歷史學家所出版的《波蘭歷史文獻》（Źródła do dziejów Polski）。道坎塔斯給予納爾布特800份由他或奧納采維奇採集的歷史文件，包括一份《立陶宛路線報告》（Die Littauischen Wegeberichte）。而道坎塔斯珍而重之，紀錄立陶宛貴族紋章的阿爾貝爾塔斯·維尤卡斯·科耶拉維丘斯（Albertas Vijūkas-Kojelavičius）手稿，在納爾布特承諾會出版手稿之後，亦將其借出給納爾布特幾個月，並要求監視出版過程，以免波蘭出版商對原作作出篡改。納爾布特計劃先將首批一手文獻出版成《貝霍維茨編年史》（Bychovco kronika）後，由於道坎塔斯只收到納爾布特對更廣大計劃的承諾，因而對其失去耐性，兩人最終在1844年決裂。納爾布特此後未有出版或歸還道坎塔斯的文件，道塔坎斯對失去最有價值的收藏表示憤怒，並要求納爾布特歸還這些文件，直至1858年為止。納爾布特逝世後，其兒子將其收藏的一手文獻，連同道坎塔斯借出的158頁文獻，一同捐贈給利維夫一間圖書館（今瓦西利亞·斯捷凡伊卡利維夫烏克蘭國家科學圖書館（Львівська національна наукова бібліотека України імені Василя Стефаника））。

### 退休生涯

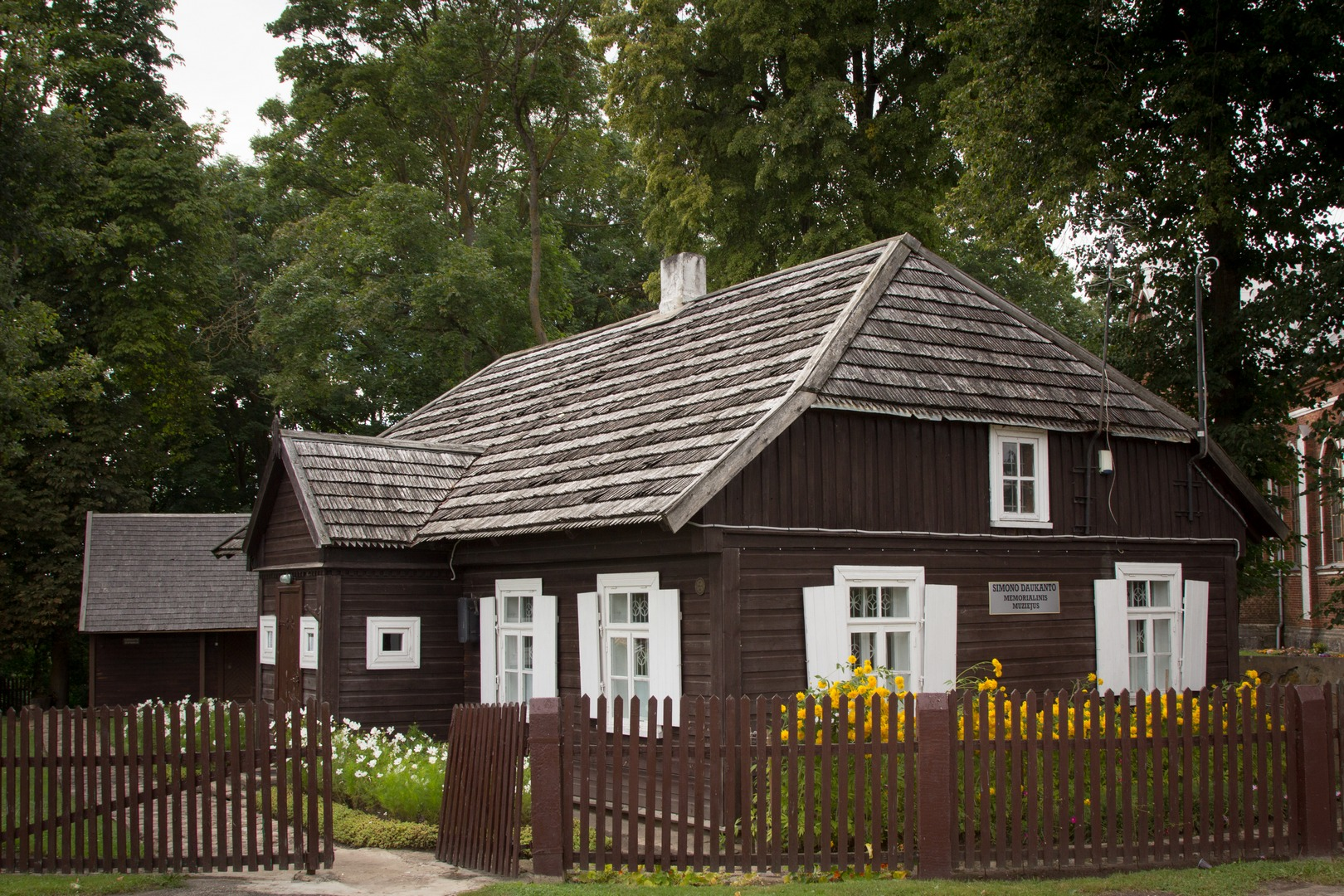
道坎塔斯在1861年至1864年間居住在位於帕皮萊的修道院（原址現為一所紀念館）

1846年，道坎塔斯在向納爾布特的信中抱怨其因長期間在寒冷和潮濕的俄羅斯元老院檔案館工作而健康惡化。他亦抱怨指其不良於行，但沒理會醫生對其痛風的診斷。1850年9月，58歲的道坎塔斯因疾病纏身，已無力履行其在聖彼得堡的工作。他在1851年2月退休，並獲得每年42.9盧布的退休金，但這並不足以應付其日常生活。他在退休後遷到瓦爾尼艾定居，並在瓦爾尼艾繼續其歷史研究。他希望將其出版，並尋求當時擔任薩莫吉希亞教區主教的莫蒂埃尤斯·瓦蘭丘斯協助。但由於瓦蘭丘斯決定將宗教作品優先出版而決裂。而且瓦蘭丘斯亦對歷史的撰寫抱持批判態度，並不斷批評道坎塔斯的作品過於理想化﹐而且謹慎地抑制道坎塔斯著作的措詞。
1855年夏天，道坎塔斯遷出瓦爾尼艾。歷史學家認為道坎塔斯和瓦蘭丘斯之間的衝突是主因，但也與健康狀況欠佳和恐懼警察迫害有關。因克里米亞戰爭爆發，俄羅斯警察變得更為警惕，並針對道坎塔斯在1845年出版的著作《古立陶宛人、高原人和薩莫吉希亞人的特徵》。審查員重新審視該書後，認為其反農奴制言論並不恰當。警察跟蹤道坎塔斯，並得悉他從瓦爾尼艾遷往庫爾蘭。但是，由於該書已經出版，故在調查的總結中命令監視書店以阻止新版發行。該書在1855年10月成為首批禁書之一。

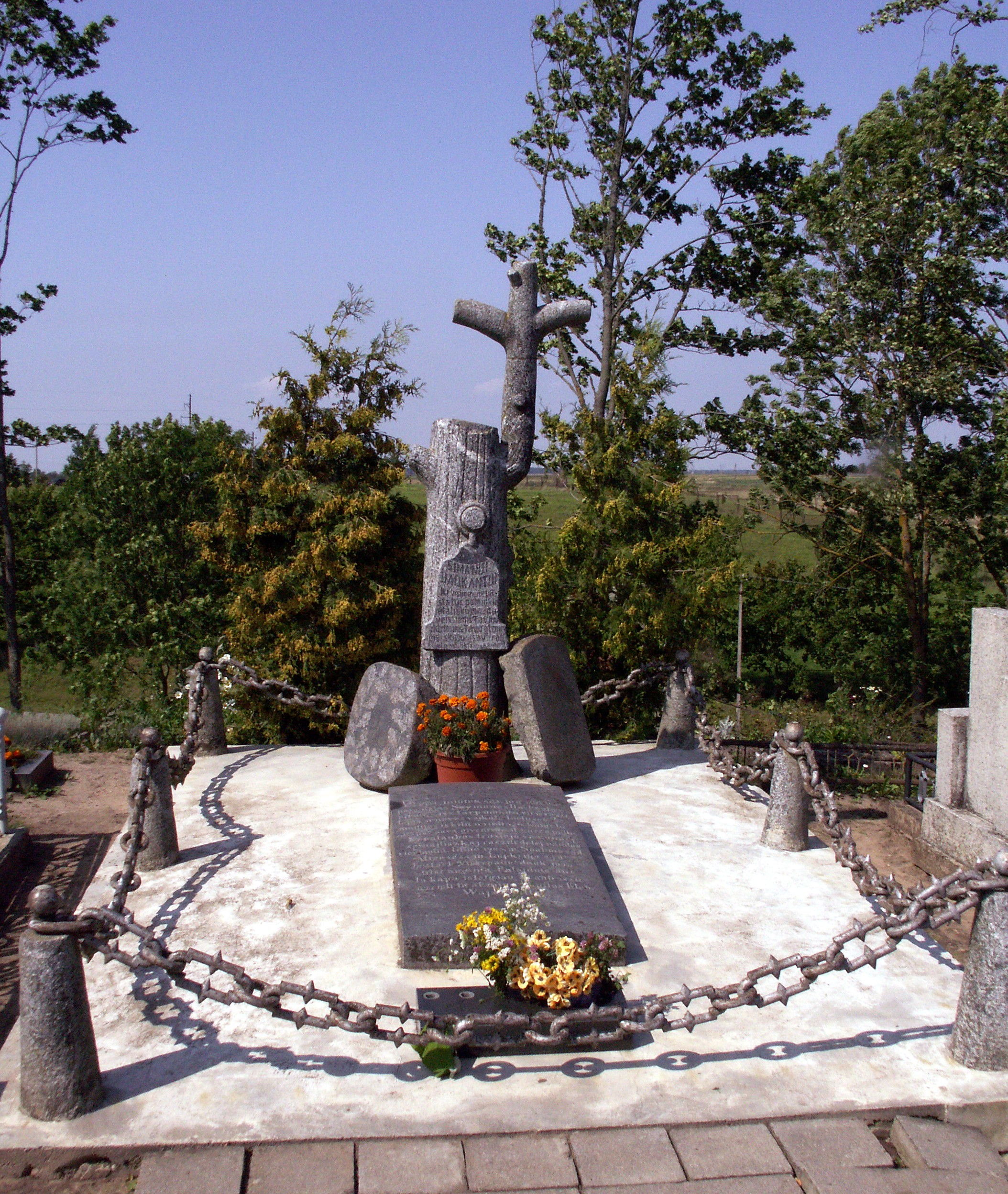
道坎塔斯之墓

道坎塔斯搬遷至現拉脫維亞境內的亞溫斯維爾勞卡，並與佩特拉斯·斯穆格萊維丘斯（Petras Smuglevičius）醫生同住。斯穆格萊維丘斯因被控參與一個秘密學生團體而被扣留一年，後獲無罪釋放，但仍被警方監視。他對立陶宛文化活動表示支持。1858年初，另一作家米卡洛尤斯·阿克萊蒂斯（Mikalojus Akelaitis）亦遷至亞溫斯維爾勞卡與斯穆格萊維丘斯和道坎塔斯同住。阿克萊蒂斯視道坎塔斯為父親般的人物，兩者亦互相支持對方的作品。道坎塔斯繼續其歷史研究，並去信語言學家弗里德里哈斯·庫爾沙伊蒂斯（Frydrichas Kuršaitis），以期望獲得盧德維希·雷薩（Ludwig Rhesa）和達尼爾·克萊因（Daniel Klein）的著作以及約漢內斯·福伊格特（Johannes Voigt）採集的歷史文獻。他彙集了一系列歷史文件和從耶爾濟·孔斯坦蒂·普拉特爾（Jerzy Konstanty Plater）繼承而來，1387年至1561年間的特許證。他也作出對索回借給納爾布特之文件的最後嘗試。道坎塔斯支持建立維爾紐斯古物博物館（Senienų muziejus），並與打算轉移其收藏之歷史文件到博物館的埃烏斯塔希尤斯·蒂什克維丘斯（Eustachijus Tiškevičius）合作。阿克萊蒂斯、瓦蘭丘斯和道坎塔斯亦打算成立以農村人為目標讀者的立陶宛語期刊《過客》（Pakeleivingas），但不獲政府許可。道坎塔斯亦在此時撰寫了四篇手稿準備出版，包括兩本農業建議手冊、《魯賓遜漂流記》的立陶宛版本和立陶宛語入門書的第二版，但因資金不足而沒有出版。
1859年夏季左右，道坎塔斯離開亞溫斯維爾勞卡，曾短暫地住在親戚朋友家中。1861年10月，他來到帕皮萊，並與教區神父伊格諾塔斯·瓦伊什維拉（Ignotas Vaišvila）同住。他的健康繼續惡化，道坎塔斯和瓦蘭丘斯在此時最後一次互致書信，其中一封其後在《黎明報》（Aušra）刊登。道坎塔斯在1864年12月6日逝世，在簡單儀式後安葬在帕皮萊山堡。瓦蘭丘斯為道坎塔斯墓立碑，並在20年後將墓碑替換，替換後的墓碑一直沿用至今。1925年，立陶宛圖書走私者安塔納斯·勞多尼斯在道坎塔斯墓中豎立了一個形狀為橡樹樁的十字架。

## 作品

### 歷史研究

#### 出版歷史

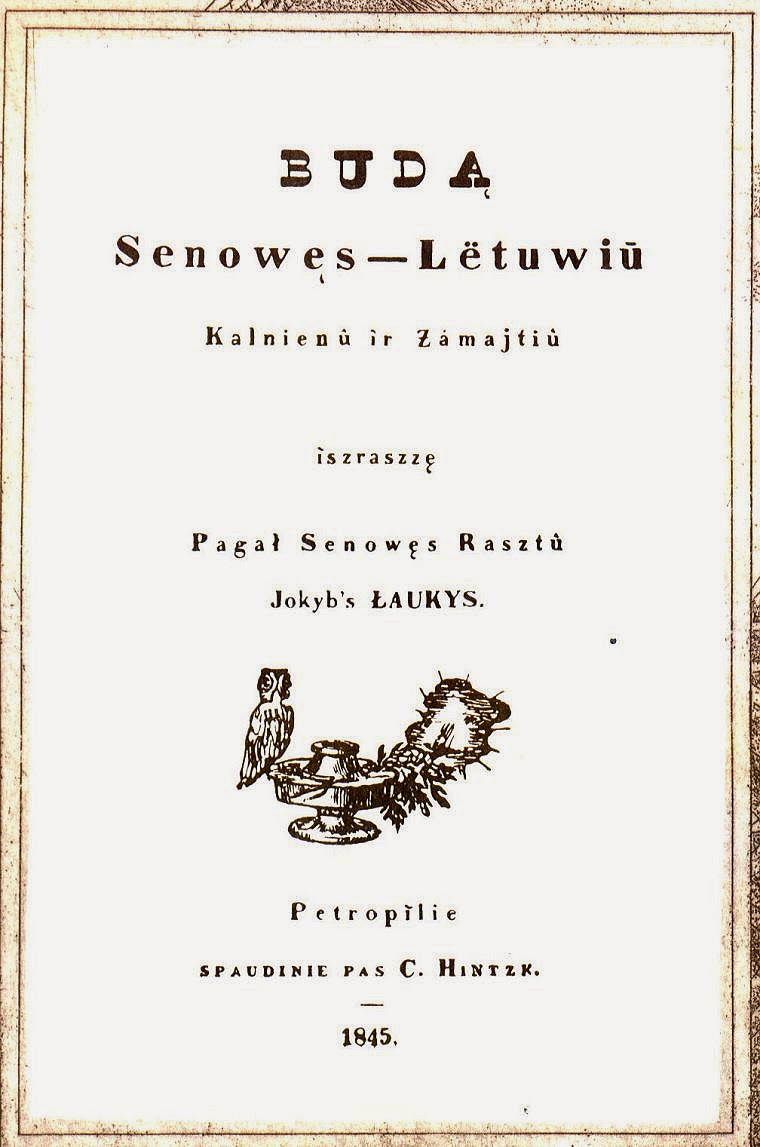
《古立陶宛人、高原人和薩莫吉希亞人的特徵》首頁，該書在1845年出版

道坎塔斯寫了四本立陶宛歷史書，但只有一本在他生前出版。在其研究中，道坎塔斯受到無法索閱文獻、資金不足、無法取得機構支持等阻礙，被視為一個孤獨、昂貴且令人沮喪的工作。出版書籍被視為一項昂貴的工作，道坎塔斯為了出版其120頁的拉丁語文法書籍，向出版商繳了2000盧布。唯一已知曾給予道坎塔斯財政援助的是克薩韋拉斯·卡納帕茨基斯（Ksaveras Kanapackis），他曾在道坎塔斯的十本著作中被列為贊助人。
道坎塔斯在1822年仍是維爾紐斯大學學生的時候撰寫了其第一本歷史書《古立陶宛人和薩莫吉希亞人的契約》。該作品自公元前7世紀開始至1434年雅蓋沃之死作結。該作品在1919年被發現，並在1929年首次出版。該作品的目標讀者並非歷史學家和知識分子，而是供立陶宛母親教導其子女祖先的契約。他藉此承認並認可女性在教育子女的角色。
道坎塔斯的第二本，也是四本中規模最龐大的著作《薩莫吉希亞人歷史》在1834年完成，由1106頁手稿組成，本打算在1848年出版。該作品以1572年齊格蒙特·奧古斯特之死作結。《薩莫吉希亞人歷史》以《立陶宛歷史》一名在1893年及1897年出版第一卷和第二卷。1850年，道坎塔斯將其重新著成《古立陶宛人契約的故事》（Pasakojimas apie veikalus lietuvių tautos senovėje）。他打算在莫蒂埃尤斯·瓦蘭丘斯的協助下出版，並出版了兩本經修訂的副本。1882年，約納斯·什柳帕斯製作了一份副本打算出版，第96頁至第1201頁在1893年由約納斯·克里奧丘納斯（Jonas Kriaučiūnas）交由馬爾蒂納斯·揚庫斯（Martynas Jankus）的出版社出版，全版則直至1976年才出版。該手稿是道坎塔斯唯一一份使用其本名的手稿。
在道坎塔斯的第三本歷史著作《古立陶宛人、高原人和薩莫吉希亞人的特徵》中，他創造了「高原人」（kalnėnai）一詞去反映奧克什泰蒂亞人。1844年5月俄羅斯審查員對該書的手稿表示關注，但由於難以找到懂立陶宛語的審查員，只好於1845年3月核准出版。該書在1846年在聖彼得堡出版，並在1892年在美國重版，及到1935年在立陶宛重版。該書是首本敘述立陶宛文化史的書籍。該書部份內容分別在1850年以波蘭語在《文學年鑑》（Rocznik Literacki）刊登，和在1885年以德語在《立陶宛文學協會通訊》（Mitteilungen der Litauischen literarischen Gesellschaft）刊登。其內容並非如其他作品般以時間順序，而是以主題形式分開諸如宗教、習俗、商業、地理等章節。在有關錢幣學的簡短章節中曾提及立陶宛長貨幣和大公國最早期的硬幣，直至1930年代為止仍保留其科學價值。該書亦以富詩意的和富文學色彩的語氣敘述立陶宛人的物質和精神上的生活面貌。該書曾被立陶宛的學校多次節錄為立陶宛文學課的閱讀材料。

#### 內容

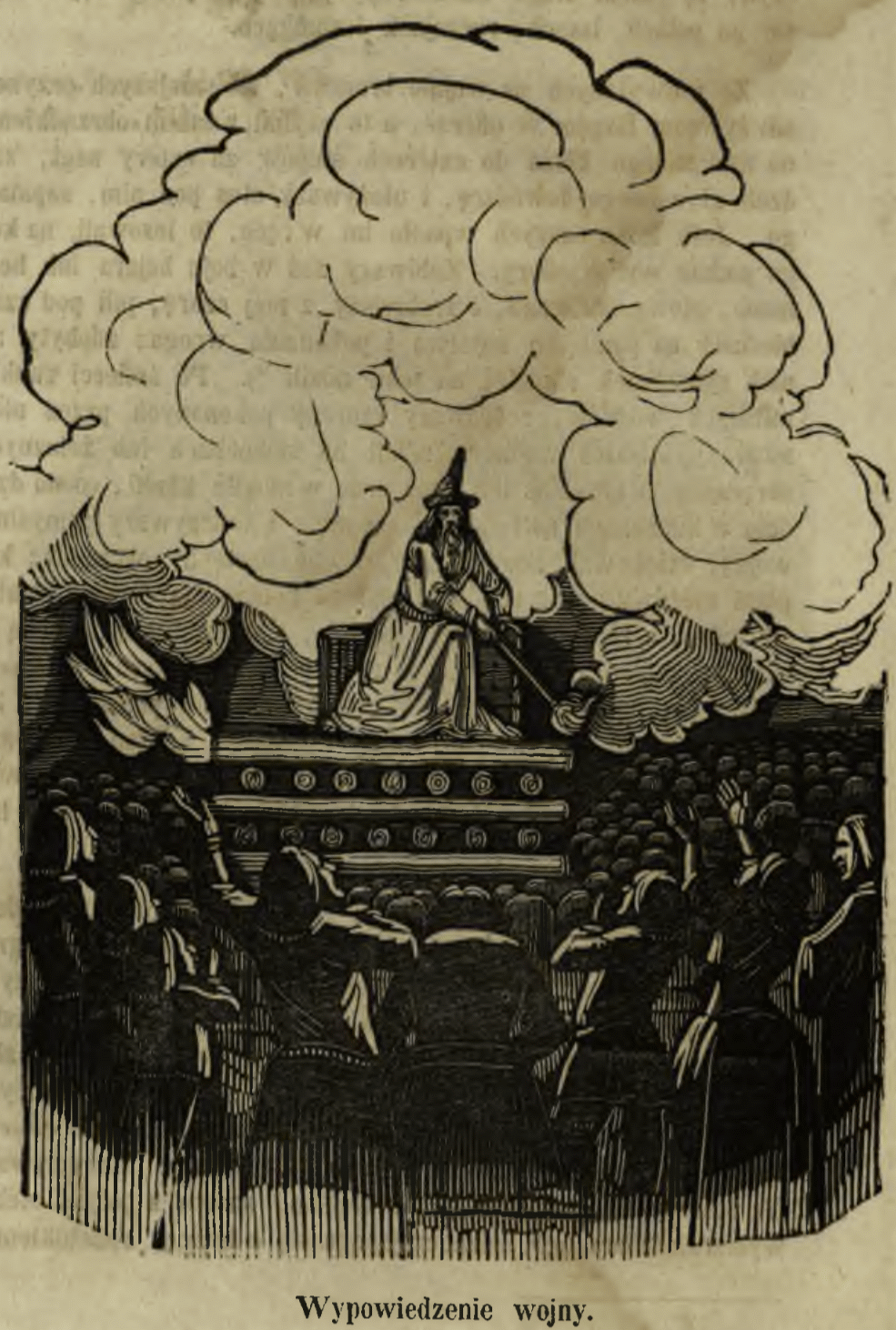
描述溫岑塔斯·斯馬考斯卡斯宣戰的插圖，刊於1849年《古立陶宛人、高原人和薩莫吉希亞人的特徵》波蘭語譯本

道坎塔斯是首批區分國家和民族的歷史學家之一。他認為一個民族建基於其語言和習俗，而非國家。他的歷史書並不是在描寫一個已不存在的疆土，而是在描寫一個仍然存在的民族 。當立陶宛的語言和風俗（傳說、歌曲、故事、寓言）仍然存在，立陶宛民族就會繼續存在。道坎塔斯認為不單軍事上和政治上的抵抗，發展文化及促進教育也是一種抵抗。因此，他認為立陶宛民族認周並非基於前立陶宛大公國，而是建基於立陶宛的語言、民間文化和習俗。該思想在後來成為立陶宛國家復興的主導思想，亦是1918年立陶宛獨立的基礎。他亦認為人民有不可剝奪的權利，而民族和國家之間有一個社會契約。他表示農民和其他平民是一個民族的核心，去反制波蘭貴族民族的趨勢。
道坎塔斯的主要目標是透過平民啟發對家鄉的愛和對立陶宛的民族自豪。他用富有詩意和生動的形容、修辭元素、獨白和對話，以及富感情的語氣使其歷史書更貼近文學作品。道坎塔斯描寫古立陶宛人的理想形象——他們體現堅韌的價值觀，並在並在廣闊的森林中和平地生活，直至貴族採納外來習俗後變得懶惰，並開始剝削平民。該論述呼應了莊-雅克·盧騷和約翰·戈特弗里德·赫爾德的觀點，即未受文明破壞的野蠻人天生高貴善良。他視維陶塔斯是立陶宛的英雄，而在1385年推動波蘭－立陶宛聯邦的雅蓋沃是疾病和邪惡的象徵，最終使立陶宛墮落。他批評波蘭及其貴族要為立陶宛失去國土、立陶宛人的道德奴役和對立陶宛歷史的篡改負上責任。他認為波蘭帶來立陶宛的經濟衰退和道德敗壞，而非波蘭聲稱他們「教化」了異教野蠻人。當波蘭知識分子視波蘭－立陶宛聯盟為神聖的時候，這種強烈的反波蘭情緒在立陶宛人之間得到激進和大膽的進展，但亦為分開波蘭－立陶宛身份至現代波蘭及立陶宛民族認同奠下基礎。道坎塔斯視語言為民族認同的決斷性因素。1883年《黎明報》的發行，使反波蘭情緒在立陶宛社運分子中更為普遍。
道坎塔斯將過去理想化和神聖化。維爾吉爾·克拉保斯卡斯認為道坎塔斯寄給納爾布特的信中顯示他是比其作品更好的學者。在信中，道坎塔斯強調更好地收集、出版和分析一手文獻的重要性，但其作品維持浪漫和說教式的風格。道坎塔斯花費大量精力去追查各類歷史文件，但他認為當歷史紀錄散佚的時候，歷史學家應該運用他們的想像力去填補歷史的空白。當一份文獻的立場偏向立陶宛，他不會批判地評估而欣然接受裡面的傳說。例如他從阿爾貝爾塔斯·維尤卡斯·科耶拉維丘斯歸納一個理論認為，立陶宛人是赫魯利人的後人、讚美普魯士國王維德武托（Widewuto）的古老民主制度，也對亞當·密茨凱維奇的短篇故事《日維拉》作出鬆散的翻譯。但他對那些對立陶宛持負面態度的文獻作出批判，比如他是首批批評條頓人於立陶宛軍隊在斯特雷瓦之役中戰敗責任的人，以及立陶宛人返回格倫瓦德之戰中繼續戰鬥等。

#### 引用文獻

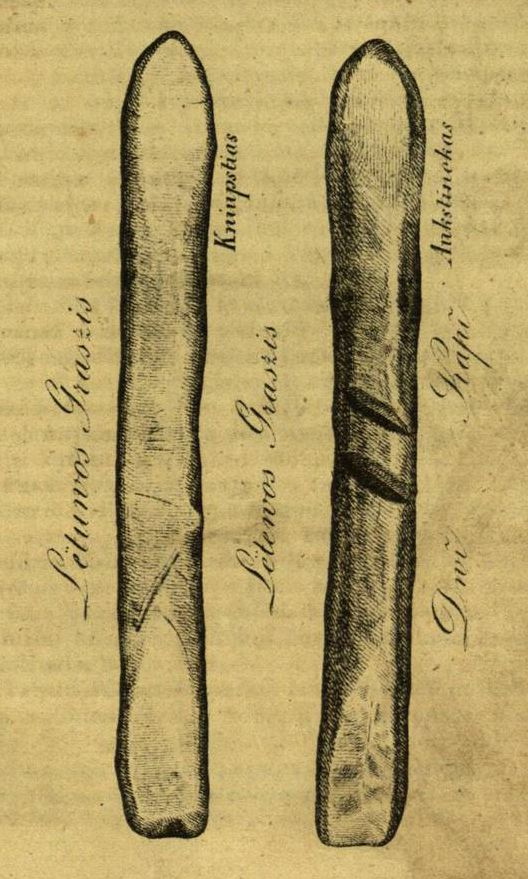
對立陶宛長貨幣描述的唯一插圖刊於1845年版《古立陶宛人、高原人和薩莫吉希亞人的特徵》

整體來說，道坎塔斯的歷史著作很大程度上受阿爾貝爾塔斯·維尤卡斯·科耶拉維丘斯的《立陶宛歷史》（Historiae Lituanae）影響。道坎塔斯借用了其結構、內容、修辭和文體元素。他也借用了克里斯蒂約納斯·多內萊蒂斯富有詩意的元素。道坎塔斯不規則和不一致地引用文獻。《古立陶宛人和薩莫吉希亞人的契約》引用了254篇，來自31個作者的文獻，其中89個來自奧古斯特·馮·科策布埃的作品，62個來自阿爾貝爾塔斯·維尤卡斯·科耶拉維丘斯，29個來自尼古拉·米哈伊洛維奇·卡拉姆津，15個來自安托尼·赫萊博維奇（Antoni Hlebowicz），10個來自泰奧多爾·納爾布特。《薩莫吉希亞人歷史》引用了320篇，來自約70名作者的文獻，大多為德國歷史學家。當中約漢內斯·福伊格特有75篇，科策布埃有18篇，但沒一篇來自赫萊博維奇。有時，他也直接抄襲科耶拉維丘斯、科策布埃和福伊格特的作品。道坎塔斯亦有引用一手文獻，包括《立陶宛編年史》、《利沃尼亞押韻編年史》，以及由維甘德·馮·馬爾堡（Wigand von Marburg）、彼得·馮·杜伊斯堡（Peter von Dusburg）和盧卡斯·大衛（Lucas David）的編年史。在手稿的結尾227頁講述1440年至1572年間的部份則只引用了五篇文獻，包括兩份來自揚·瓦西茨基（Jan Łasicki）。
在《古立陶宛人、高原人和薩莫吉希亞人的特徵》中，道坎塔斯從立陶完檔案館裡引用了幾份文件，但他怕會引起俄羅斯政府對他利用檔案館作非工作有關用途而不敢引用更多。在該作品中，道坎塔斯引用了《韃靼人、立陶宛人和莫斯科人的習俗》（De moribus tartarorum, lituanorum et moscorum）、《利沃尼亞亨利編年史》（Heinrici Cronicon Lyvoniae）、亞歷山大·格瓦格寧（Alexander Gwagnin）和揚·瓦西茨基的作品等。他也引用立陶宛民間傳說、詞源和語義作為來源。雖然道坎塔斯引用範圍涵蓋大量作品和作者，包括塔西佗和克勞狄烏斯·托勒密等古典歷史學家，他避免引用支持波蘭－立陶宛聯邦，並認為立陶宛只是波蘭一部份的波蘭波蘭歷史學家的作品。當中他最不喜歡和避免引用揚·德烏戈什的作品。

### 辭典
除了在1838年出版的簡要拉丁語－立陶宛語辭典外，道坎塔斯亦完成了另外三部辭典，但並沒有出版。立陶宛人仍然使用1620年首次出版，由孔斯坦蒂納斯·西爾維達斯（Konstantinas Sirvydas）撰寫的波蘭語－拉丁語－立陶宛語辭典。因此，道坎塔斯並非唯一撰寫新波蘭語－立陶宛語辭典的人。米卡洛尤斯·阿克萊蒂斯、勞里納斯·伊溫斯基斯（Laurynas Ivinskis）、迪奧尼扎斯·波什卡（Dionizas Poška）、西莫納斯·斯塔內維丘斯（Simonas Stanevičius）、基普里約納斯·內扎比陶斯基斯（Kiprijonas Nezabitauskis）等人亦有撰寫新辭典，但他們的辭典亦同樣沒有出版。道坎塔斯的辭典沒有提供詞彙資訊，亦只有少量例句。該弱點反映出道坎塔斯只傾向於單詞而非文法、句法和風格。他打算以此證明立陶宛語詞彙數目豐富，與其他語言相同，但忽視了辭典的實用性。
1838年至1846年間，道坎塔斯撰寫涵蓋23000個詞彙的波蘭語－立陶宛語辭典，但只有2244個詞彙的內容得以保存。波蘭語詞彙自揚·利特溫斯基（Jan Litwiński）在1815年出版的辭典中摘取。在1842年至1850年間，他也展開撰寫立陶宛語－拉丁語辭典的工作，但最終只至一詞便停止，合共涵蓋了3977個詞彙。1850年至1855年間，道坎塔斯分三卷撰寫了2280頁的波蘭語－立陶宛語辭典。該辭典最終沒有完成。根據約納斯·克魯奧帕斯的統計，該辭典涵蓋56567個波蘭語詞彙，但只有37677個立陶宛語對應詞彙。該辭典的波蘭語詞彙摘自斯塔尼斯瓦夫·羅佩萊夫斯基（Stanisław Ropelewski）在1847年出版的波蘭語－法語辭典。道坎塔斯最後一整辭典的手稿獲其親屬在1911年轉贈予立陶宛科學學會（Lietuvių mokslo draugija）。道坎塔斯的辭典中未為人熟悉的詞彙被卡齊米埃拉斯·布加採納並引用在其《立陶宛學術辭典》中。該三卷波蘭語－立陶宛語辭典在1993年至1996年間出版。

### 學生用書
因為道坎塔斯的親身經歷，他了解到立陶宛學生學習拉丁語的困難，因為他們使用波蘭語課本，但很多立陶宛人在學前都不說波蘭語。因此他在1837年出版了120頁的拉丁語文法書。它由介紹立陶宛語文法開始，再介紹由此而來的拉丁語文法。因此，它成為首批立陶宛語文法教科書之一。1838年，道坎塔斯出版了法國作家夏爾·弗朗索瓦·洛蒙德（Charles François Lhomond）的《神聖歷史大綱》（Epitome historiae sacrae），並附設42頁的拉丁語－立陶宛語辭典，涵蓋2350個拉丁語辭彙和250個詞彙組合，以及3880個立陶宛語詞彙和260個詞彙組合。該書被視為一篇拉丁語的補充閱讀材料。該書被視為被受歡迎的作品，並多次與辭典重版。道坎塔斯沒有編製拉丁語詞彙表，而直接從波蘭語版本翻譯。
1841年，俄羅斯政府為求削弱波蘭文化的影響，允許薩莫吉希亞教區下轄的學校教授立陶宛語。1842年，道坎塔斯出版了1500本《立陶宛人、高原人和薩莫吉希亞人語言的字母》（Abėcėlė lietuvių, kalnėnų ir žemaičių kalbos）一書。該書包括了18頁俄語，以及非宗教性質的閱讀材料。雖然該書包含傳統禱文和教義問答，但也包括簡短的道德教育、七篇寓言和298個立陶宛語諺語。部份被視為兇殘和粗俗的諺語則被刪減。但該書並不流行。據道坎塔斯寄給莫蒂埃尤斯·瓦蘭丘斯的信中寫道，道坎塔斯抱怨在出版後的2年只有少於400本能售得出去。1849年，道坎塔斯準備第二版的出版，並刪去非宗教內容，但手稿一直留在審查員的辦公室裡而沒人去認領。另一版本亦打算在1862年出版，恢復原有內容，但刪去部份粗俗的諺語。該版卻因為立陶宛書刊禁令而被禁止出版。
道坎塔斯預備了另外五本學生用書，但只有2本在他生前出版。他在1846年分別出版了斐德羅寓言的翻譯本和科爾奈利烏斯·奈波斯的《名人傳》（De viris illustribus）。他出版寓言的目的在於喚起立陶宛人對民間故事的興趣。他兩度翻譯及改編約阿希姆·海因里希·坎佩（Joachim Heinrich Campe）的《新魯賓遜漂流記》，分別是1846年撰寫的397頁《羅比奈蒂斯·佩柳熱的生平》（Rubinaičio Peliūzės gyvenimas）以及1855年撰寫的495頁《帕蘭加的佩特里斯》（Palangos Petris）。他將原文中的人名改為立陶宛人名，地名則改為立陶宛地名，而原住民神明則改為立陶宛的異教神明，並採納了庫爾蘭美洲殖民地的時代背景，其餘內容則忠於坎佩原文。道坎塔斯亦有翻譯羅馬歷史學家查士丁的作品。

### 其他作品

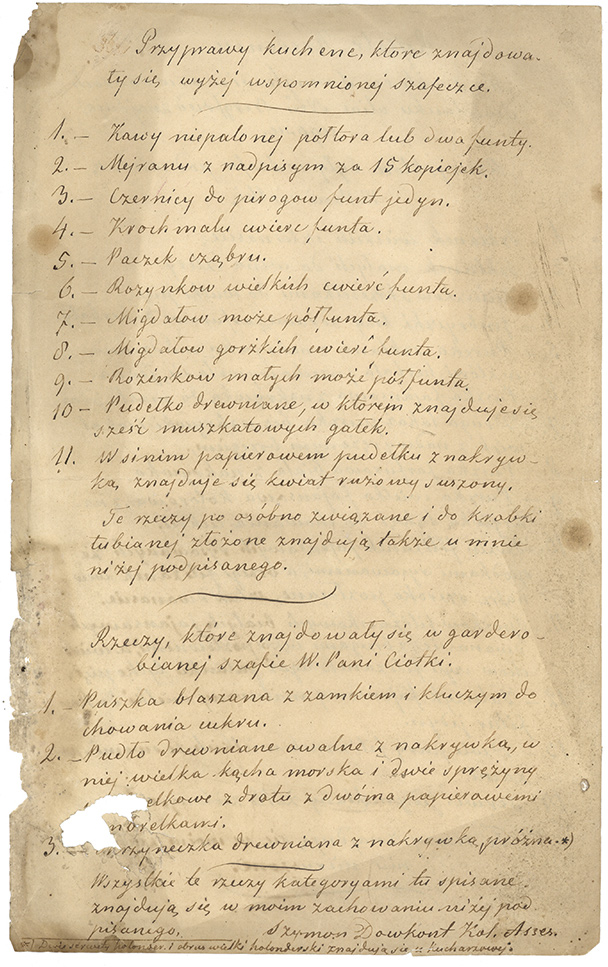
1857年至1859年間道坎塔斯的波蘭語手稿

道坎塔斯認為當時最普及的立陶宛語書籍宗教書籍是由缺乏立陶宛語知識的外國人翻譯，而且內容充滿來自斯拉夫語系的外來語和野蠻，於是他在1843年將祈禱書翻譯為正確的立陶宛語。他將當時最普遍祈禱書裡的禱文重新翻譯，再將其手稿交給薩莫吉希亞教區主教西莫納斯·吉埃德賴蒂斯（Simonas Giedraitis）。手稿在1847年獲教區核准，但因不明原因沒有出版。
道坎塔斯是第一位收集立陶宛所有類型民俗（包括歌曲、成語和童話）的人。他在其部份作品中引用立陶宛的成語，但其早期作品則引用己被其他作者出版的成語。他一共在其著作中使用了992個諺語。1834年至1335年間，道坎塔斯開始作出首批立陶宛童話、寓言和幽默故事的搜集工作。其收藏的手稿其後被約納斯·亞布隆斯基斯（Jonas Jablonskis）發現，並在1932年出版。道坎塔斯亦有採集立陶宛民歌，當中採集的850首民歌獲得保存，大多數都收錄在立陶宛國家圖書館。1846年，他出版收錄了118首歌曲及190句諺語的合集。該書雖然在那時十分流行，但只有少數副本仍存放在立陶宛的圖書館。書內其中約70首後來被喬治·海因里希·費爾迪南德·內塞爾曼（Georg Heinrich Ferdinand Nesselmann）在1857年重新出版。道坎塔斯亦撰寫了三卷合集，但從未出版。由於道坎塔斯大部份時間都在立陶宛國外，他有時倚賴立陶宛本地助手去探訪平民，採集習俗的樣本再寄給他。故此，合集中的歌曲由約40人收集而成。其民俗合集在1983年至1984年間出版。
1847年，道坎塔斯開始翻譯和出版農業建議手冊，以希望立陶宛農民以更有效和更賺錢的訪式去改善經濟環境。他在1847年出版栽種煙草和蛇麻的手冊，其後在翌年重版在1801年及1820年翻譯的養蜂書籍。1849年，道坎塔斯出版了約翰·黑爾曼·齊格拉（Johann Hermann Zigra）所著的果樹種植手冊，以及栽種樹木種子和防火的手冊。其最後一本出版的手冊為栽種飼料草的手冊，在1854年出版。道坎塔斯同時有兩本手冊從俄語和波蘭語翻譯，但並未出版。道坎塔斯在原有手冊的簡介中增加有關立陶宛歷史的內容，比如在栽種樹木種子和養蜂的手冊中講述了古立陶宛森林。

### 語言及風格
道坎塔斯注重立陶宛語的純潔性。他認為純潔性是在立陶宛語被波蘭語和俄語邊緣化的時代裡的價值和重要性的主要證明。在他早期的作品中，道坎塔斯運用了很強烈的薩莫吉希亞方言，亦使用了大量的變音符號和古詞，甚至借用拉脫維亞語和普魯士語的詞彙。1845年之後，當他開始出版農業建議的手冊時，他改用了較輕鬆的奧克什泰蒂亞方言。他所用的正寫法亦不規則，即使在同一篇手稿裡也是，因為他打算摒棄波蘭語正寫法的特徵而改用普魯士立陶宛正寫法的特徵。
道坎塔斯亦創造了無數的新詞。在三卷波蘭語－立陶宛語辭典中設有3800個新詞。作為首批撰寫立陶宛語文法的人之一，他亦創造了一些文法術語。在眾多新詞中，部份後來被廣泛接納及應用在現代標準立陶宛語內，包括（時鐘）、（貿易）、（藥劑師）、（位置）、（形容詞）等。他不視拉脫維亞語為一外語，並經常借用其詞彙，比如（血液）借用自拉脫維亞語的，（莊園）借用自拉脫維亞語的等。其中一個借用詞（國家／政策）後來成為標準立陶宛語詞彙。道坎塔斯作為業餘語言學家，經常提供基於相似發音的詞源而非經科學比較法的詞源。

## 遺產

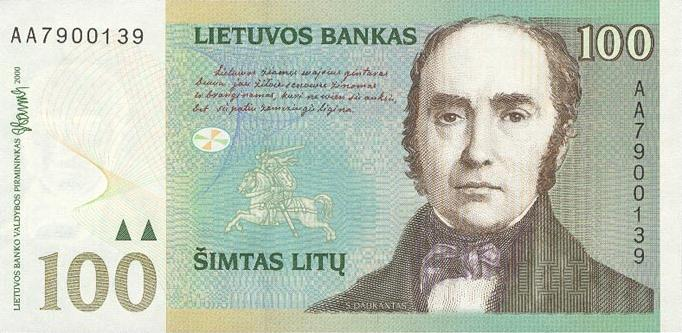
在2000年發行的100立陶宛立特紙幣以道坎塔斯作為正面

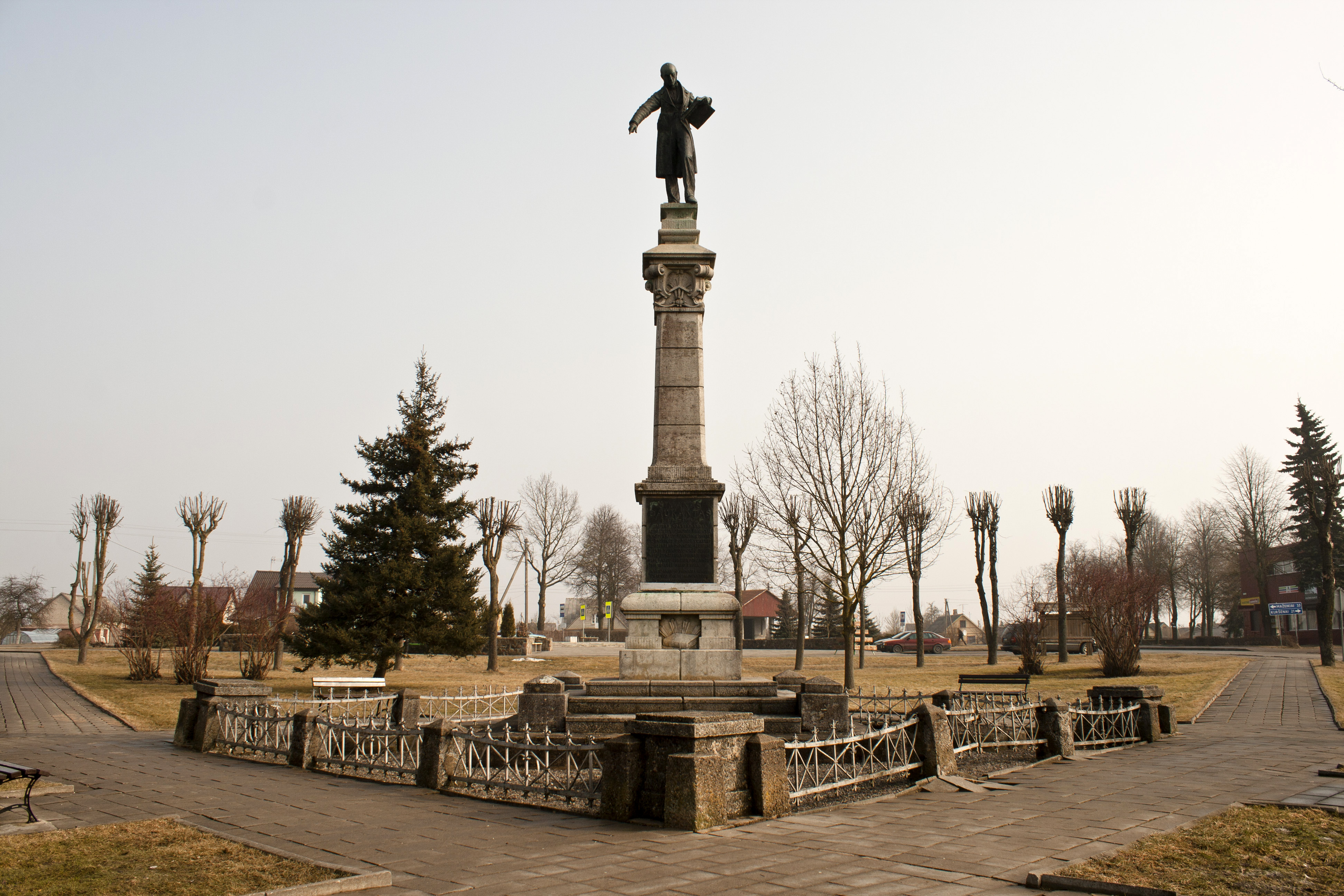
於1930年豎立在帕皮萊的道坎塔斯紀念碑

雖然道坎塔斯默默無聞地逝世，其大部份作品在生前亦未有出版，其愛國主義情操卻被後來興起的立陶宛民族復興所讚揚。在首份立陶宛語報章《黎明報》的創刊號中，約納斯·什柳帕斯刊登了道坎塔斯的多部份傳記，並提出出版其作品的想法。道坎塔斯的其中兩本歷史著作首先刊登在《立陶宛聯合報》（Vienybė lietuvninkų），其後在1890年代獲立陶宛裔美國人獨立成書出版。道坎塔斯的生平和作品亦被愛德華斯·沃爾特斯（Eduards Volters）、約納斯·亞布隆斯基斯和梅奇斯洛瓦斯·達瓦伊尼斯-西爾韋斯特賴蒂斯（Mečislovas Davainis-Silvestraitis）研究。1893年立陶宛報章創立一百週年之際，達瓦伊尼斯-西爾韋斯特賴蒂斯帶來一個畫家詢問生前認識道坎塔斯的人，並繪畫其肖像。該肖像後來在美國一本由安塔納斯·米盧卡斯編輯的畫集中刊登。
1901年，尤奧扎斯·圖馬斯-瓦伊日甘塔斯（Juozas Tumas-Vaižgantas）發現道坎塔斯生前唯一已知的肖像，該肖像在1850年繪製。1905年，佩特拉斯·里姆沙（Petras Rimša）根據該肖像創造一個石膏浮雕。1910年，道坎塔斯的親戚將其手稿和藏書捐贈給立陶宛科學學會，以鼓勵對其生平和作品更深入的研究。歷史學家奧古斯蒂納斯·亞努萊蒂斯（Augustinas Janulaitis）在1913年出版其傳記，再在1922年出版其獲保存的書信。道坎塔斯的作品亦獲立陶宛的學校採納為立陶宛文學的課程中。1924年，立陶宛教師開始籌款興建道坎塔斯紀念碑。一個由溫察斯·格里巴斯（Vincas Grybas）設計的道坎塔斯銅像在1930年於帕皮萊豎立。自此，人們開始對道坎塔斯的生平和作品作無數的學術研究。其部份作品其後以分為兩卷的形式在1955年出版。其傳記則分別由維陶塔斯·梅爾基斯和紹柳斯·茹卡斯（Saulius Žukas）於1972年和1988年出版。
1927年，由雕塑家尤奧扎斯·濟卡拉斯（Juozas Zikaras）塑造的半身銅像在考納斯的維陶塔斯大帝戰爭博物館的花園裡豎立起來。1983年，阿克梅內區將位處帕皮萊，道坎塔斯晚年居住的修道院改建為一座紀念館。1993年至2015年間，道坎塔斯為100立陶宛立特紙幣的正面。1993年一座由雕塑家雷吉曼塔斯·米德維基斯塑造的紀念碑在道坎塔斯的家鄉倫基邁（Lenkimai）開幕。表揚對歷史研究、文學創作或其他文化工作貢獻的西莫納斯·道坎塔斯獎自1989年起每兩年頒發。面向立陶宛總統府的廣場獲命名為西莫納斯·道坎塔斯廣場（Simono Daukanto aikštė）。立陶宛議會則將2018年定為道坎塔斯年。

## 腳註
1. 1 2 3  Krapauskas 2000，第76頁.
2. 1 2  Martišiūtė-Linartienė 2011，第607頁.
3. ↑  Suziedelis 2011，第91頁.
4. ↑  Krapauskas 2000，第83頁.
5. 1 2  Merkys 1991，第8頁.
6. ↑  Merkys 1991，第9頁.
7. ↑  Merkys 1991，第7, 10頁.
8. ↑  Merkys 1991，第9–11頁.
9. ↑  Merkys 1991，第12–13頁.
10. ↑  Meilus 1993，第32頁.
11. ↑  Merkys 1991，第14–15頁.
12. ↑  Merkys 1991，第15頁.
13. 1 2  Merkys 1991，第17頁.
14. ↑  Merkys 1991，第22頁.
15. ↑  Merkys 1991，第25–26頁.
16. ↑  Merkys 1991，第26頁.
17. 1 2  Merkys 1991，第30頁.
18. ↑  Merkys 1991，第30–31頁.
19. ↑  Merkys 1991，第33–34頁.
20. ↑  Merkys 1991，第34頁.
21. ↑  Merkys 1991，第35頁.
22. 1 2  Merkys 1991，第44頁.
23. ↑  Merkys 1991，第51頁.
24. ↑  Merkys 1991，第51–52頁.
25. ↑  Merkys 1991，第54頁.
26. ↑  Merkys 1991，第44–45頁.
27. ↑  Merkys 1991，第45頁.
28. ↑  Merkys 1991，第47頁.
29. ↑  Merkys 1991，第49–50頁.
30. ↑  Merkys 1991，第58頁.
31. ↑  Merkys 1991，第42頁.
32. 1 2 3  Merkys 1991，第60頁.
33. 1 2 3 4  Trumpa 1965.
34. ↑  Krapauskas 2000，第63頁.
35. ↑  Martišiūtė-Linartienė 2011，第606頁.
36. 1 2  Kojala 2012.
37. 1 2  Merkys 1991，第40–41頁.
38. ↑  Bončkutė 2015，第224, 227頁.
39. ↑  Merkys 1991，第40, 129頁.
40. ↑  Merkys 1991，第59頁.
41. 1 2  Merkys 1991，第61頁.
42. ↑  Merkys 1991，第63–64頁.
43. ↑  Merkys 1991，第64頁.
44. ↑  Merkys 1991，第66–67頁.
45. ↑  Merkys 1991，第62–63頁.
46. ↑  Merkys 1991，第71頁.
47. ↑  Merkys 1991，第72頁.
48. ↑  Merkys 1991，第73頁.
49. ↑  Merkys 1991，第74頁.
50. ↑  Merkys 1991，第74–75頁.
51. ↑  Merkys 1991，第81頁.
52. 1 2  Brazaitis-Ambrazevičius 1980，第409頁.
53. 1 2 3 4 5 6 7 8  Ivinskis 1964.
54. ↑  Merkys 1991，第78頁.
55. ↑  Merkys 1999，第130–131頁.
56. ↑  Merkys 1991，第155頁.
57. ↑  Merkys 1991，第82頁.
58. 1 2  Merkys 1991，第86頁.
59. ↑  Merkys 1991，第87頁.
60. ↑  Griškaitė 2012，第155頁.
61. ↑  Orgelbrand 1899，第455頁.
62. ↑  Merkys 1991，第88–89頁.
63. ↑  Merkys 1991，第90頁.
64. ↑  Merkys 1991，第91–92頁.
65. ↑  Merkys 1991，第94, 96頁.
66. ↑  Merkys 1991，第98頁.
67. ↑  Merkys 1991，第148–149頁.
68. ↑  Merkys 1991，第151–152頁.
69. ↑  Merkys 1991，第153–154頁.
70. ↑  Merkys 1991，第155, 158頁.
71. ↑  Merkys 1991，第158頁.
72. ↑  Merkys 1991，第159–160頁.
73. ↑  Bončkutė 2004，第42頁.
74. 1 2  Merkys 1991，第165頁.
75. ↑  Merkys 1991，第162頁.
76. ↑  Merkys 1991，第163–164頁.
77. 1 2 3  Girininkienė 2018.
78. ↑  Merkys 1991，第166頁.
79. ↑  Merkys 1991，第167–168頁.
80. ↑  Merkys 1991，第94, 168頁.
81. ↑  Merkys 1991，第177–178頁.
82. ↑  Merkys 1991，第168–171頁.
83. ↑  Merkys 1991，第170–171頁.
84. ↑  Merkys 1991，第174–175頁.
85. ↑  Merkys 1991，第179頁.
86. ↑  Merkys 1991，第181–182頁.
87. ↑  Merkys 1991，第185–186頁.
88. ↑  Merkys 1991，第187頁.
89. ↑  Krapauskas 2000，第70–71頁.
90. 1 2  Aleksandravičius 1993，第122–123頁.
91. 1 2  Merkys 1991，第101頁.
92. 1 2  Merkys 1991，第194頁.
93. ↑  Baar 2010，第27頁.
94. 1 2  Martišiūtė-Linartienė 2011，第609頁.
95. ↑  Merkys 1991，第98–99頁.
96. 1 2 3  Baar 2010，第28頁.
97. 1 2  Merkys 1991，第100–101頁.
98. ↑  Bončkutė 2004，第42–43頁.
99. ↑  Martišiūtė-Linartienė 2011，第608頁.
100. ↑  Merkys 1991，第99–100頁.
101. ↑  Merkys 1991，第110頁.
102. ↑  Merkys 1991，第188–189頁.
103. ↑  Ruzas 2004b，第982–983, 987頁.
104. ↑  Martišiūtė-Linartienė 2011，第612頁.
105. 1 2  Mukienė 2010，第66頁.
106. ↑  Krapauskas 2000，第64頁.
107. ↑  Lukšienė 2014，第223頁.
108. ↑  Martišiūtė-Linartienė 2011，第609, 611頁.
109. ↑  Brazaitis-Ambrazevičius 1980，第412–413頁.
110. ↑  Krapauskas 2000，第75頁.
111. ↑  Brazaitis-Ambrazevičius 1980，第419頁.
112. ↑  Brazaitis-Ambrazevičius 1980，第415頁.
113. ↑  Krapauskas 2000，第72頁.
114. ↑  Krapauskas 2000，第77–78頁.
115. ↑  Krapauskas 2000，第65頁.
116. ↑  Brazaitis-Ambrazevičius 1980，第417頁.
117. ↑  Brazaitis-Ambrazevičius 1980，第418頁.
118. ↑  Krapauskas 2000，第69–70頁.
119. ↑  Krapauskas 2000，第69頁.
120. ↑  Krapauskas 2000，第79–80頁.
121. 1 2  Martišiūtė-Linartienė 2011，第610頁.
122. ↑  Krapauskas 2000，第71頁.
123. ↑  Merkys 1991，第109頁.
124. ↑  Bončkutė 2018，第8–9頁.
125. 1 2  Krapauskas 2000，第73頁.
126. ↑  Merkys 1991，第106–107頁.
127. 1 2  Merkys 1991，第107–108頁.
128. 1 2  Merkys 1991，第108頁.
129. ↑  Merkys 1991，第88, 106頁.
130. 1 2  Subačius 1990a，第20頁.
131. ↑  Subačius 1990a，第30頁.
132. 1 2  Subačius 1990a，第29頁.
133. ↑  Subačius 2013，第551頁.
134. ↑  Subačius 1990a，第25頁.
135. ↑  Subačius 1990a，第22–23頁.
136. ↑  Subačius 1990a，第26–27頁.
137. ↑  Subačius 1990b，第79頁.
138. ↑  Subačius 1990a，第27頁.
139. ↑  Subačius 1990b，第82頁.
140. ↑  Subačius 1990b，第84–85頁.
141. 1 2 3 4  Sabaliauskas 2008，第132頁.
142. ↑  Merkys 1991，第124–125頁.
143. 1 2 3  Merkys 1991，第125頁.
144. ↑  Zinkevičius 1990，第153頁.
145. ↑  Subačius 1990a，第21頁.
146. 1 2  Merkys 1991，第126頁.
147. ↑  Merkys 1991，第125–126頁.
148. 1 2  Merkys 1991，第127頁.
149. ↑  Merkys 1991，第128頁.
150. ↑  Merkys 1991，第129頁.
151. ↑  Merkys 1991，第129–130頁.
152. ↑  Lukšienė 2014，第213頁.
153. ↑  Merkys 1991，第131–132頁.
154. ↑  Baar 2010，第154頁.
155. ↑  Baar 2010，第155–156頁.
156. ↑  Merkys 1991，第132頁.
157. ↑  Merkys 1991，第120頁.
158. ↑  Merkys 1991，第122頁.
159. ↑  Lukšienė 2014，第212頁.
160. ↑  Merkys 1991，第142頁.
161. ↑  Merkys 1991，第142–143頁.
162. ↑  Merkys 1991，第142, 145頁.
163. ↑  Jurgutis 1993，第154頁.
164. ↑  Jurgutis 1993，第154–155頁.
165. ↑  Merkys 1991，第145–147頁.
166. ↑  Jurgutis 1993，第157頁.
167. ↑  Merkys 1991，第135頁.
168. ↑  Merkys 1991，第136頁.
169. ↑  Merkys 1991，第137頁.
170. ↑  Lukšienė 2014，第216頁.
171. 1 2  Subačius 2013，第552頁.
172. 1 2  Subačius 1997，第140–141頁.
173. ↑  Subačius 2016，第184頁.
174. ↑  Zinkevičius 1990，第152頁.
175. ↑  Subačius & Vanags 2016，第371頁.
176. ↑  Merkys 1991，第190頁.
177. ↑  Merkys 1991，第191頁.
178. ↑  Merkys 1991，第191–192頁.
179. ↑  Merkys 1991，第192頁.
180. 1 2  Merkys 1991，第193頁.
181. ↑  Ruzas 2004a，第997頁.
182. ↑  Merkys 1991，第195頁.
183. ↑  Baar 2010，第29頁.
184. ↑  Baar 2010，第25頁.
185. ↑  Antanaitienė 2010.
186. ↑  ELTA 2003.
187. 1 2  Mukienė 2010，第67頁.
188. ↑  Petraitienė 2018.